# Long Tall Ernie & the Shakers
Long Tall Ernie & the Shakers waren eine niederländische Rock-’n’-Roll-Band aus Arnheim.

## Biografie
Mitte der 1960er Jahre wurde die Band The Moans, benannt nach einem Song von Art Blakey, von Arnheimer Kunstakademiestudenten gegründet. Gründungsmitglieder waren der Pianist Herman Brood, die Gitarristen Erlend Josephy, Jos Hesseling und Alfons Haket, sowie der Drummer Alan Macfarlane. Nachdem Herman Brood seine Karriere bei Cuby and the Blizzards fortgesetzt hatte, existierte die Band noch bis 1973 in wechselnder Besetzung, u. a. mit Jan Rietman am Piano, als Moan.
1968 stieß Arnie Treffers („Long Tall Ernie“) zur Band, der mit McFarlane ab 1971 und ab 1973 mit Henk Bruysten auch in der Band Arnhem gemeinsam musizierte. 1972 traten Moan erstmals als Long Tall Ernie and the Shakers auf. Anfänglich war es eher ein Spaß, wenn bei Auftritten der eher Progressive Rock spielenden Band die Bandmitglieder nach der Pause als Rocker gekleidet und als Long Tall Ernie & the Shakers Rock ’n’ Roll spielten.
Ab 1973 trat die Band jedoch nur noch unter dem neuen Namen auf. Rein Muntinga, ein Drummer, der mit Arnie Treffers in der Band Spijkerkwartet gearbeitet hatte, übernahm das Management von Long Tall Ernie & the Shakers und präsentierte sie mit einer ausgeklügelten Werbekampagne als reine Rock-’n’-Roll-Band.
Gerüchte über aggressive und kriminelle Bandmitglieder und eine wilde Bühnenshow taten ihr Übriges. The Shakers wurden Teil der ersten Welle des Rock-’n’-Roll-Revivals und hatten erste Hits wie Big Fat Mama, Get Yourself Together und Allright. TV-Auftritte und Konzerte in Deutschland folgten.
1974 veröffentlichte Arnie Treffers als Arnie Soloplatten. Im selben Jahr verließen Jan Rietman und Henk Bruysten, 1976 Alfons Haket und 1978 Alan Macfarlane die Band. Rietmann arbeitete mit Bonnie St. Claire in der Band Unit Gloria und betrieb das Soloprojekt The Killer. Bruysten gründete Hank the Knife and the Jets, wo zeitweilig auch Alfons Haket und Alan Macfarlane spielten.
Ihren Platz nahmen Jos Jaspers (Gitarre, 1976 bis 1977), Eugene Arts (Schlagzeug, 1978), Tony Britnell (zuvor Saxophonist von Shakin’ Stevens & the Sunsets), Karl Buskohl (Gitarre), Ruud van Buuren (Bass) (von Livin' Blues) und Jan Pijnenburg (Schlagzeug) (von Lucifer und Sweet d’Buster) ein. Weitere Musiker waren Robby Verweij (Bass) und Fred Brouwer (Gitarre).
Die Single Allright (Makin’ Love in the Middle of the Night) war 6 Wochen in den niederländischen Charts und erreichte dort Platz 9. Der größte Erfolg von Long Tall Ernie & the Shakers war die Single Do You Remember im Jahr 1977. Der Titel war 4 Wochen auf Platz 1 der belgischen und niederländischen Singlecharts. In Deutschland war der Titel 12 Wochen in den Charts und stieg bis auf Platz 20. Am 3. September 1977 eröffneten Long Tall Ernie & the Shakers das First Rider Open Air in Scheeßel. Sie traten mehrfach in der Fernsehsendung disco und im Musikladen auf. Aus vertraglichen Gründen trat die Band 1980/81 auch unter dem Namen The Block auf und veröffentlichte darunter eine Single in Deutschland.
1982 löste sich die Band endgültig auf. Jaspers und Arts gründeten die Band Turbo. Jan Pijnenburg ging zu Doe Maar. Karl Buskohl war als Carl Carlton erfolgreich. Arnie Treffers verstarb am 25. August 1995 im Alter von 48 Jahren in Groningen an Lungenkrebs.
Am 31. März 2012 traten The Shakers noch einmal in der Besetzung mit Alfons Haket, Jan Rietman, Alan Macfarlane und Henk Bruysten im Luxor in Arnhem auf. Damit wurde Arnie Treffers gedacht, der am 15. Februar des Jahres 65 Jahre alt geworden wäre.

## Diskografie

### Studioalben
- 1972: Put On Your Rockin’ Shoes
- 1973: It’s a Monster
- 1974: Shubiduda Shubi-Du-Dad!
- 1976: In the Night
- 1977: Do You Remember
- 1978: Those Rockin’ Days
- 1979: Meet the Monsters
- 1994: The Demo Recordings

### Kompilationen
| Jahr | Titel                               | Höchstplatzierung, Gesamtwochen, AuszeichnungChartsChartplatzierungen (Jahr, Titel, Platzierungen, Wochen, Auszeichnungen, Anmerkungen) | Anmerkungen |
| Jahr | Titel                               | NL | Anmerkungen |
| ---- | ----------------------------------- | --- | ----------- |
| 2015 | The Golden Years of Dutch Pop Music | NL64 (1 Wo.)NL |             |

Weitere Kompilationen
- 1972: Greatest Hits
- 1979: The Best
- 1995: Original Hit Recordings

### Soloalben von Arnie Treffers
- 1974: Arnie
- 1984: The Dreamer
- 1993: My Golden Years of Rock and Roll
- 1994: Call Me Old Fashioned

### Singles
| Jahr | Titel Album                                                        | Höchstplatzierung, Gesamtwochen, AuszeichnungChartsChartplatzierungen (Jahr, Titel, Album, Platzierungen, Wochen, Auszeichnungen, Anmerkungen) | Anmerkungen |
| Jahr | Titel Album                                                        | NL | Anmerkungen |
| ---- | ------------------------------------------------------------------ | --- | ----------- |
| 1973 | You Should Have Seen Me (Rock ’n’ Rollin’) Shubiduda Shubi-Du-Dad! | NL16 (5 Wo.)NL |             |
| 1973 | Turn Your Radio On Shubiduda Shubi-Du-Dad!                         | NL17 (5 Wo.)NL |             |
| 1973 | Big Fat Mama Shubiduda Shubi-Du-Dad!                               | NL11 (9 Wo.)NL |             |
| 1975 | Get Yourself Together In the Night                                 | NL9 (7 Wo.)NL |             |
| 1975 | Rockin’ Rocket In the Night                                        | NL29 (4 Wo.)NL |             |
| 1976 | Operator, Operator (Get Me A Line) In the Night                    | NL13 (6 Wo.)NL |             |
| 1976 | Alright (Makin’ Love In The Middle Of The Night) In the Night      | NL10 (8 Wo.)NL |             |
| 1977 | Ballerina                                                          | NL29 (4 Wo.)NL |             |
| 1977 | Do You Remember                                                    | NL1 (14 Wo.)NL |             |
| 1978 | Golden Years Of Rock ’n Roll                                       | NL6 (9 Wo.)NL |             |

Weitere Singles
- 1972: Kiss Me Baby
- 1972: Everynight I’m Lonely
- 1972: Motor Man
- 1974: Motorride
- 1976: Get It In
- 1979: Rock Me
- 1979: Voodoo Stomp
- 1979: Witches
- 1980: Dance All Night (nur in Deutschland als
The Block erschienen)
- 1980: Let’s Do It Together
- 1981: Devil in Blue Jeans
- 1982: Alright Okay
- 1993: Made in Holland

Solsingles von Arnie Treffers
- 1974: Tucson
- 1974: Daddy
- 1984: Don’t Tell Me (You Love Me)
- 1990: Rock ’n’ Roll Will Never Die
- 1991: Lolita
- 1994: Motorride